# Evgenia Romanyuta
Yevgeniya Sergeyevna Romanyuta (em russo:  Евгения Сергеевна Романюта; nascida em 22 de janeiro de 1988) é uma ciclista profissional russa de ciclismo de pista. Competiu nos Jogos Olímpicos de Verão de 2012 em Londres, terminando na décima posição na prova de omnium feminino.